# Treize Jours en France
Pour plus de détails, voir Fiche technique et Distribution.
Treize Jours en France est un film documentaire français réalisé par Claude Lelouch et François Reichenbach sur les Jeux olympiques de Grenoble, sorti en juillet 1968.

## Fiche technique
Basé sur le dossier de presse.
- Réalisation : Claude Lelouch, assisté de Claude Gorsky, et François Reichenbach, assisté de Christian Odasso
- Enquête-scénario : Pierre Uytterhoeven
- Musique : Francis Lai (musique), Pierre Barouh (paroles et interprète : La Chanson de Peggy), Nicole Croisille[3](interprète : La Chanson de Killy) ; éditions musicales Saravah
- Montage : Claude Barrois
- Caméra : Willy Bogner Jr., Jean Collomb, Guy Gilles, Jean-Paul Janssen, Jean-Pierre Janssen, Pierre Willemin
- Son : Jean-Louis Ducarme et Claude Jauvert
- Mixage : Pierre Perrin
- Second assistant réalisateur : Daniel Vigne
- Régisseur : Raymond Leplont
- Administrateur : Jacques Villedieu
- Directeur de production : Pierre Pardon
- Attachée de presse : Arlette Gordon-Laclos
- Producteur : Claude Lelouch
- Producteur associé : Georges Derocles
- Société de distribution : Les Films 13
- Pays :   France
- Genre : Documentaire
- Format : Couleurs - 35 mm (Eastmancolor) - Laboratoires Éclair
- Durée : 115 min

## Distribution
- Dalida : elle-même
- Peggy Fleming : elle-même
- Jean-Claude Killy : lui-même
- Charles de Gaulle : lui-même (non crédité)
- Johnny Hallyday : lui-même (non crédité)

## Exploitation
Envisagé un moment à la sélection officielle du festival de Cannes 1968, il ne sera finalement pas projeté. Car cette édition, en plein mai 68, s'arrêta deux jours avant sa clôture, sous protestations de nombreux cinéastes participants, dont Lelouch par solidarité avec les manifestations en cours. Le film sera montré en 2008, avec quatre autres films dans ce cas.
Malgré tout, le film connut une exploitation et une postérité discrète, seul le CIO possède une copie mais Lelouch déclara que le CIO fut déçu de la commande, ayant filmé selon ses dires une « kermesse héroï-comique ». Le film sort en VHS en 1990 et est édité en DVD/Bluray en 2017 dans 100 Years of Olympic Films de The Criterion Collection et en 2022 dans Claude Lelouch : 60 ans de cinéma.

## Reprises
La bande originale de Francis Lai a fait l'objet de nombreuses reprises. En 1979, la chanteuse japonaise Hiromi Iwasaki adapte le thème principal sur son album Koibitotachi. En 2005, le compositeur nippon Joe Hisaishi a réalisé un arrangement du thème du film sur son album American in Paris.